# Mestferki
Mestferki (en àrab مستفركي, Mastfarkī; en amazic ⵎⵙⵜⴼⵔⴽⵉ) és una comuna rural de la prefectura d'Oujda-Angad, a la regió de L'Oriental, al Marroc. Segons el cens de 2014 tenia una població total de 4.378 persones.